# Sceloporus orcutti
Sceloporus orcutti là một loài thằn lằn trong họ Phrynosomatidae. Loài này được Stejneger mô tả khoa học đầu tiên năm 1893.